# Оук-Бей
Оук-Бей (англ. Oak Bay) — окружний муніципалітет в Канаді, у провінції Британська Колумбія, у складі регіонального округу Кепітел.

## Населення
За даними перепису 2016 року, окружний муніципалітет нараховував 18094 особи, показавши зростання на 0,4%, порівняно з 2011-м роком. Середня густина населення становила 1 717,7 осіб/км².
З офіційних мов обидвома одночасно володіли 2 795 жителів, тільки англійською — 14 850, тільки французькою — 5, а 95 — жодною з них. Усього 1970 осіб вважали рідною мовою не одну з офіційних, з них 5 — одну з корінних мов, а 30 — українську.
Працездатне населення становило 54,8% усього населення, рівень безробіття — 5,3% (6,5% серед чоловіків та 4,1% серед жінок). 77,7% осіб були найманими працівниками, а 21,2% — самозайнятими.
Середній дохід на особу становив $73 614 (медіана $47 068), при цьому для чоловіків — $95 874, а для жінок $54 823 (медіани — $58 663 та $39 940 відповідно).
21,2% мешканців мали закінчену шкільну освіту, не мали закінченої шкільної освіти — 7,9%, 70,9% мали післяшкільну освіту, з яких 69,7% мали диплом бакалавра, або вищий, 600 осіб мали вчений ступінь.
| Статево-вікова структура населення | Статево-вікова структура населення | Статево-вікова структура населення | Статево-вікова структура населення | Статево-вікова структура населення |
| ---------------------------------- | ---------------------------------- | ---------------------------------- | ---------------------------------- | ---------------------------------- |
|                                    |                                    |                                    |                                    |                                    |
| Всього                             | Всього                             | 45,9%54,1%                         |                                    |                                    |
| 0 — 14 років                       | 0 — 14 років                       |                                    | 13,4%                              | 13,4%                              |
| 15 — 64 років                      | 15 — 64 років                      |                                    | 55%                                | 55%                                |
| 65 і більше                        | 65 і більше                        |                                    | 31,6%                              | 31,6%                              |
| 85 і більше                        | 85 і більше                        |                                    | 6,3%                               | 6,3%                               |
| 100 і більше                       | 100 і більше                       |                                    | 0,1%                               | 0,1%                               |
| Середній вік (років)               | Середній вік (років)               | 48,050,2                           | 49,2                               | 49,2                               |
| Медіана (років)                    | Медіана (років)                    | 52,554,4                           | 53,6                               | 53,6                               |
| — чоловіки — жінки                 |                                    |                                    |                                    |                                    |

| Походження мешканців:     | Походження мешканців:     | Походження мешканців: | Походження мешканців: | Походження мешканців: |
| ------------------------- | ------------------------- | --------------------- | --------------------- | --------------------- |
| Походження                |                           |                       | осіб                  | %                     |
| Корінні американці        | Корінні американці        |                       | 480                   | 2.75%                 |
| Інше північноамериканське | Інше північноамериканське |                       | 4 090                 | 23.4%                 |
| Європейське               | Європейське               |                       | 14 830                | 84.86%                |
| британське                | британське                |                       | 12 010                | 68.73%                |
| французьке                | французьке                |                       | 1 810                 | 10.36%                |
| українське                | українське                |                       | 860                   | 4.92%                 |
| Латинськоамериканське     | Латинськоамериканське     |                       | 200                   | 1.14%                 |
| Карибське                 | Карибське                 |                       | 85                    | 0.49%                 |
| Африканське               | Африканське               |                       | 215                   | 1.23%                 |
| Азійське                  | Азійське                  |                       | 1 940                 | 11.1%                 |
| Океанійське               | Океанійське               |                       | 185                   | 1.06%                 |

| Зайнятість населення за галузями (за класифікацією NOC): | Зайнятість населення за галузями (за класифікацією NOC): | Зайнятість населення за галузями (за класифікацією NOC): | Зайнятість населення за галузями (за класифікацією NOC): | Зайнятість населення за галузями (за класифікацією NOC): |
| -------------------------------------------------------- | -------------------------------------------------------- | -------------------------------------------------------- | -------------------------------------------------------- | -------------------------------------------------------- |
|                                                          |                                                          |                                                          |                                                          |                                                          |
| Управління                                               | Управління                                               |                                                          | 14%                                                      | 14%                                                      |
| Бізнес, фінанси та адміністрування                       | Бізнес, фінанси та адміністрування                       |                                                          | 17,6%                                                    | 17,6%                                                    |
| Природничі та прикладні науки                            | Природничі та прикладні науки                            |                                                          | 8%                                                       | 8%                                                       |
| Охорона здоров'я                                         | Охорона здоров'я                                         |                                                          | 12,1%                                                    | 12,1%                                                    |
| Освіта, правозахист, муніципальні та урядові служби      | Освіта, правозахист, муніципальні та урядові служби      |                                                          | 17,7%                                                    | 17,7%                                                    |
| Мистецтво, культура, відпочинок та спорт                 | Мистецтво, культура, відпочинок та спорт                 |                                                          | 6,1%                                                     | 6,1%                                                     |
| Роздрібна торгівля та послуги                            | Роздрібна торгівля та послуги                            |                                                          | 18%                                                      | 18%                                                      |
| Гуртова торгівля, транспорт та обладнання                | Гуртова торгівля, транспорт та обладнання                |                                                          | 4,7%                                                     | 4,7%                                                     |
| Природні ресурси, сільське господарство                  | Природні ресурси, сільське господарство                  |                                                          | 1%                                                       | 1%                                                       |
| Виробництво                                              | Виробництво                                              |                                                          | 0,7%                                                     | 0,7%                                                     |

## Клімат
Середня річна температура становить 10,4°C, середня максимальна – 20,6°C, а середня мінімальна – -0,3°C. Середня річна кількість опадів – 694 мм.
| Клімат поселення                              | Клімат поселення | Клімат поселення | Клімат поселення | Клімат поселення | Клімат поселення | Клімат поселення | Клімат поселення | Клімат поселення | Клімат поселення | Клімат поселення | Клімат поселення | Клімат поселення | Клімат поселення |
| Показник                                      | Січ.             | Лют.             | Бер.             | Квіт.            | Трав.            | Черв.            | Лип.             | Серп.            | Вер.             | Жовт.            | Лист.            | Груд.            |                  |
| Середній максимум, °C                         | 8,86             | 10,45            | 11,67            | 13,89            | 16,99            | 19,56            | 20,23            | 20,60            | 18,01            | 13,49            | 9,65             | 7,53             |                  |
| Середня температура, °C                       | 4,25             | 5,85             | 7,07             | 9,32             | 12,40            | 14,96            | 17,16            | 17,51            | 14,96            | 10,41            | 6,56             | 4,47             |                  |
| Середній мінімум, °C                          | −0,34            | 1,25             | 2,49             | 4,71             | 7,80             | 10,38            | 14,08            | 14,45            | 11,86            | 7,34             | 3,50             | 1,40             |                  |
| Норма опадів, мм                              | 109              | 78               | 57               | 37               | 31               | 26               | 17               | 21               | 26               | 61               | 117              | 114              |                  |
| Середньомісячна швидкість вітру, м/с          | 3.56             | 3.37             | 3.49             | 3.41             | 3.37             | 3.39             | 3.25             | 2.96             | 2.60             | 2.79             | 3.52             | 3.61             |                  |
| Середньомісячна сонячна радіація, кДж/м²·день | 3272             | 6184             | 10012            | 14850            | 18495            | 20057            | 21192            | 18138            | 13320            | 7155             | 3722             | 2622             |                  |
| --------------------------------------------- | ---------------- | ---------------- | ---------------- | ---------------- | ---------------- | ---------------- | ---------------- | ---------------- | ---------------- | ---------------- | ---------------- | ---------------- | ---------------- |
| Джерело:                                      |                  |                  |                  |                  |                  |                  |                  |                  |                  |                  |                  |                  |                  |